# Богданов Натфулла Хуснуллович
Натфулла Хуснуллович Богда́нов (28 грудня 1913, с. Буріказганово, Уфимська губернія (нині Стерлітамацький район Башкортостану) — 18 грудня 1989, Уфа) — радянський нафтовик і вчений. «Займався проблемами буріння свердловин малого і зменшеного діаметра, буріння двохствольних похилих і кущових свердловин, науковим обґрунтуванням проектування режимів буріння, розробкою технічних засобів і технологічних заходів для боротьби з кривизною при бурінні глибоких свердловин» (енциклопедія «Инженеры Урала»).
Має авторські свідоцтва на винаходи. Автор понад 70 друкованих праць.

## Біографія
Закінчив Московський нафтовий інститут (1940), інженер-нафтовик; Академію нафтової промисловості (1955). Кандидат технічних наук (1965).
У 1945—1948 рр. — головний інженер контори турбінного буріння тресту «Туймазанефть»; у 1948—1953 рр. — головний інженер, заступник директора КБ тресту «Ишимбайнефть»; у 1953—1955 рр. — слухач Академії нафтової промисловості; з 1955 р. — керівник лабораторії технології буріння, с.н.с. відділу буріння БашНИПИнефть.

## Нагороди
Заслужений нафтовик Башкирської АРСР (1965), почесний нафтовик МНП (1978). Нагороджений орденом «Знак Пошани» (1948), медалями.